# إميليانو غان
إميليانو غان (بالإسبانية: Emiliano Ghan)‏ هو لاعب كرة قدم أوروغواياني في مركز الوسط، ولد في 5 يونيو 1995 في كانلونيس في الأوروغواي. لعب مع نادي دانوبيو.

## وصلات خارجية
- إميليانو غان على موقع قاعدة بيانات كرة القدم.إي يو (الإنجليزية)
- إميليانو غان على موقع Soccerway.com (الإنجليزية)